# NKOTBSB Tour
El  NKOTBSB Tour fue una gira de conciertos entre las boybands New Kids on the Block y los Backstreet Boys, que juntos formaron NKOTBSB. La gira visitó América del Norte y Europa en 2011, luego Australia y Asia se añadieron al itinerario para 2012. La gira ocupó el puesto 44 en el "Top 50 Worldwide Tour (Mid-Year) de Pollstar", ganando más de 10 millones de dólares. A mediados de 2011, la gira ocupó el octavo lugar en el "Top 25 Tours" anual de Billboard, ganando más de $ 76 millones con 51 espectáculos.
El concierto de Londres el 29 de abril de 2012 en The O2 Arena fue mostrado en vivo en salas de cine selectas a las 9PM CET y transmitido en vivo con sistema de PPV

## Antecedentes
Estábamos todos de gira, no juntos al mismo tiempo, pero estábamos bastante cerca en la carretera. NKOTB estaban terminando su tour de verano. Pasamos de estar separados y terminamos en el escenario juntos.
Fue un momento mágico [...] que ninguno de nosotros olvidará jamás. Justo después de que tocáramos todos juntos en Twitter y Facebook...era en todas partes donde íbamos de gira. Así que empezamos a hablar de ello e hicimos que sucediera
Brian Littrell, Entertainment Tonight

Durante el verano de 2010, los Backstreet Boys se unieron a New Kids on the Block en el escenario del Radio City Music Hall (como parte de NKOTB Casi-NO Tour), donde los grupos interpretaron "I Want It That Way". Desde la actuación, los medios comenzaron a circular rumores de la unión de los dos para una gira en el verano de 2011.
La gira fue anunciada oficialmente en On Air with Ryan Seacrest durante una entrevista, donde se mencionó que los grupos estaban grabando un sencillo para ser lanzado más tarde. Para promover aún más la gira, los grupos realizaron una sesión de preguntas y respuestas en vivo en Ustream. Los grupos también se presentaron en el 38.º Annual American Music Awards para dar al público una idea de lo que verían en la gira. Para una entrevista en Entertainment Tonight, Donnie Wahlberg sostuvo una foto de la puesta en escena propuesta, que contó con un escenario estándar y con una pasarela extendida que conducía hacia una plataforma circular.

## Teloneros
- Ashlyne Huff (Norteamérica)[10]
- Jordin Sparks (Algunas fechas en Norteamérica)[11]
- Midnight Red (Algunas fechas de Norteámerica)[12]
- Matthew Morrison  (Algunas fecha de Norteamérica)[13]
- Neverest  (Algunas fechas de Norteamérica; Alemania).[14][15]
- A Friend in London (Europa, excepto Alemania)[16]
- Johnny Ruffo (Australia)[17]

## Setlist
NKOTBSB
1. Medley: Sencillo / The One (contiene partes de Viva la vida)

New Kids on the Block
1. Summertime

Backstreet Boys
1. "The Call

New Kids on the Block
1. Dirty Dancing

Backstreet Boys
1. "Get Down (You're the One for Me)

New Kids on the Block
1. You Got It (The Right Stuff)

Backstreet Boys
1. Larger than Life

New Kids on the Block
1. Didn't I (Blow Your Mind This Time)
2. Valentine Girl
3. If You Go Away
4. Please Don't Go Girl

Backstreet Boys
1. Show Me the Meaning of Being Lonely
2. 10,000 Promises
3. I'll Never Break Your Heart
4. Inconsolable (solo Norteamérica)
5. Drowning
6. Incomplete

New Kids on the Block
1. Step by Step (contiene partes de Push It)
2. Cover Girl
3. My Favorite Girl
4. Games
5. Clic Clic Clic (solo Norteamérica)
6. Tonight

Backstreet Boys
1. Shape of My Heart
2. As Long As You Love Me
3. All I Have To Give
4. If You Stay (contiene partes de Raspberry Beret) (solo Norteamérica)
5. We've Got It Goin' On (contiene partes de Can You Feel It (solo Europa,Asia y Australia)
6. Quit Playing Games (With My Heart) (contiene partes de Don't Stop 'Til You Get Enough)

New Kids on the Block
1. I'll Be Loving You (Forever)

Backstreet Boys
1. I Want It That Way

NKOTBSB
1. Don't Turn Out the Lights

Backstreet Boys
1. Everybody (contiene partes de Back in Black)

New Kids on the Black
1. Hangin’ Tough (contiene partes de We Will Rock You)

NKOTBSB
1. Medley: Everybody (Backstreet's Back) / Hangin’ Tough

Referencia:
Notas
- Durante la actuación en el Staples Center, el exmiembro de los Backstreet Boys, Kevin Richardson, hizo una aparición sorpresa y se unió a los chicos e interpretó I Want It That Way y Everybody.[19]
- Durante la actuación en el Amway Center, se unieron los Boyz II Men con las dos boybands para interpretar su hit End of the Road[20]
- Durante la actuación en The O2 los Backstreet Boys anunciaron el regreso de Kevin Richardson a la banda. Luego A. J. McLean con una imagen en la espalda de su polo anunció que sería padre por primera vez de una niña.

## Fechas
| Fecha                  | Ciudad                 | País                   | Recinto                           | Teloneros                  | Espectadores                | Recaudación            |
| Etapa I - Norteamérica | Etapa I - Norteamérica | Etapa I - Norteamérica | Etapa I - Norteamérica            | Etapa I - Norteamérica     | Etapa I - Norteamérica      | Etapa I - Norteamérica |
| ---------------------- | ---------------------- | ---------------------- | --------------------------------- | -------------------------- | --------------------------- | ---------------------- |
| 25 de mayo de 2011     | Rosemont               | Estados Unidos         | Allstate Arena                    | Jordin Sparks              | 9.586 / 12.425              | $485 145               |
| 26 de mayo de 2011     | Grand Rapids           | Estados Unidos         | Van Andel Arena                   | Ashlyne Huff               | 5.925 / 9.255               | $384 009               |
| 28 de mayo de 2011     | Buffalo                | Estados Unidos         | First Niagara Center              | Ashlyne Huff               | 12.597 / 13.495             | $608 165               |
| 29 de mayo de 2011     | Baltimore              | Estados Unidos         | Royal Farms Arena                 | Jordin Sparks Ashlyne Huff | 7.445 / 12.547              | $315 549               |
| 30 de mayo de 2011     | Uncasville             | Estados Unidos         | Mohegan Sun Arena                 | Jordin Sparks Ashlyne Huff | 6,830 / 7,212               | $616 290               |
| 2 de junio de 2011     | Uncasville             | Estados Unidos         | Mohegan Sun Arena                 | Jordin Sparks Ashlyne Huff | 6,830 / 7,212               | $616 290               |
| 3 de junio de 2011     | Washington D. C.       | Estados Unidos         | Verizon Center                    | Jordin Sparks Ashlyne Huff | 13.799 / 13.799             | $1 054 068             |
| 4 de junio de 2011     | Boston                 | Estados Unidos         | TD Garden                         | Jordin Sparks              | 13.224 / 13.224             | $976 833               |
| 5 de junio de 2011     | Philadelphia           | Estados Unidos         | Wells Fargo Center                | Jordin Sparks              | 15.355 / 15.355             | $1 126 713             |
| 7 de junio de 2011     | Montreal               | Canadá                 | Bell Centre                       | Jordin Sparks Neverest     | 13.930 / 13.930             | $1 079 770             |
| 8 de junio de 2011     | Toronto                | Canadá                 | Air Canada Centre                 | Jordin Sparks Neverest     | 30.562 / 30.562             | $2 268 740             |
| 9 de junio de 2011     | Toronto                | Canadá                 | Air Canada Centre                 | Jordin Sparks Neverest     | 30.562 / 30.562             | $2 268 740             |
| 11 de junio de 2011    | Boston                 | Estados Unidos         | Fenway Park                       | Jordin Sparks              | 33.588 / 33.588             | $2 441 325             |
| 12 de junio de 2011    | East Rutherford        | Estados Unidos         | MetLife Stadium                   | Jordin Sparks Ashlyne Huff | 161.810 / 161.810           | $16 558 705            |
| 13 de junio de 2011    | East Rutherford        | Estados Unidos         | MetLife Stadium                   | Jordin Sparks Ashlyne Huff | 161.810 / 161.810           | $16 558 705            |
| 15 de junio de 2011    | Pittsburgh             | Estados Unidos         | Heinz Field                       | Jordin Sparks Ashlyne Huff | 55.823 / 55.823             | $5 050 678             |
| 16 de junio de 2011    | Auburn Hills           | Estados Unidos         | The Palace of Auburn Hills        | Jordin Sparks Ashlyne Huff | 13.726 / 13.726             | $889 033               |
| 17 de junio de 2011    | Chicago                | Estados Unidos         | United Center                     | Jordin Sparks Ashlyne Huff | 135.872 / 135.872           | $13 860 350            |
| 18 de junio de 2011    | Chicago                | Estados Unidos         | United Center                     | Jordin Sparks Ashlyne Huff | 135.872 / 135.872           | $13 860 350            |
| 20 de junio de 2011    | Memphis                | Estados Unidos         | FedExForum                        | Ashlyne Huff               |                             |                        |
| 21 de junio de 2011    | Nashville              | Estados Unidos         | Bridgestone Arena                 | Jordin Sparks Ashlyne Huff | 10.580 / 13.793             | $777 680               |
| 22 de junio de 2011    | Atlanta                | Estados Unidos         | Philips Arena                     | Jordin Sparks Ashlyne Huff | 12.495 / 12.495             | $902 678               |
| 24 de junio de 2011    | Lafayette              | Estados Unidos         | Cajundome                         | Jordin Sparks Ashlyne Huff | 8.640 / 9.513               | $490 993               |
| 25 de junio de 2011    | Houston                | Estados Unidos         | Toyota Center                     | Jordin Sparks Ashlyne Huff | 12.742 / 12.742             | $908 642               |
| 26 de junio de 2011    | Dallas                 | Estados Unidos         | American Airlines Center          | Jordin Sparks Ashlyne Huff | 12.524 / 15.006             | $850 734               |
| 28 de junio de 2011    | San Antonio            | Estados Unidos         | AT&T Center                       | Jordin Sparks Ashlyne Huff | 8.348 / 13.045              | $528 336               |
| 30 de junio de 2011    | Phoenix                | Estados Unidos         | Talking Stick Resort Arena        | Jordin Sparks Ashlyne Huff | 9.803 / 12.326              | $455 413               |
| 1 de julio de 2011     | Los Ángeles            | Estados Unidos         | Staples Center                    | Jordin Sparks Ashlyne Huff | 14.404 / 14.404             | $1 078 013             |
| 2 de julio de 2011     | San José               | Estados Unidos         | SAP Center                        | Ashlyne Huff               | 12.051 / 12.051             | $862 140               |
| 3 de julio de 2011     | Las Vegas              | Estados Unidos         | Mandalay Bay Events Center        | Midnight Red               | 7.419 / 8.800               | $615 280               |
| 6 de julio de 2011     | Anaheim                | Estados Unidos         | Honda Center                      | Matthew Morrison           | 10.169 / 11.347             | $614 845               |
| 8 de julio de 2011     | Tacoma                 | Estados Unidos         | Tacoma Dome                       | Matthew Morrison           | 10.813 / 11.035             | $634 435               |
| 9 de julio de 2011     | Vancouver              | Canadá                 | Rogers Arena                      | Matthew Morrison           | 19.796 / 19.796             | $1 306 300             |
| 10 de julio de 2011    | Vancouver              | Canadá                 | Rogers Arena                      | Matthew Morrison           | 19.796 / 19.796             | $1 306 300             |
| 12 de julio de 2011    | Edmonton               | Canadá                 | Rexall Place                      | Matthew Morrison           | 9.628 / 13.707              | $701 153               |
| 13 de julio de 2011    | Calgary                | Canadá                 | Scotiabank Saddledome             | Matthew Morrison           | 8.810 / 12.395              | $851 810               |
| 15 de julio de 2011    | Minneapolis            | Estados Unidos         | Target Center                     | Matthew Morrison           | 12.762 / 12.762             | $939 651               |
| 16 de julio de 2011    | Kansas City            | Estados Unidos         | Sprint Center                     | Matthew Morrison           | 11.294 / 11.294             | $725 174               |
| 17 de julio de 2011    | Tulsa                  | Estados Unidos         | BOK Center                        | Matthew Morrison           | 7.552 / 7.552               | $521 215               |
| 19 de julio de 2011    | St. Louis              | Estados Unidos         | Busch Stadium                     | Matthew Morrison           | 48.428 / 48.428             | $4 711 277             |
| 20 de julio de 2011    | Louisville             | Estados Unidos         | KFC Yum! Center                   | Matthew Morrison           | 12.894 / 17.504             | $761 063               |
| 22 de julio de 2011    | Orlando                | Estados Unidos         | Amway Center                      | Matthew Morrison           | 12.019 / 14.449             | $834 170               |
| 23 de julio de 2011    | Greensboro             | Estados Unidos         | Greensboro Coliseum               | Matthew Morrison           | 11.755 / 14.867             | $722 088               |
| 24 de julio de 2011    | Columbus               | Estados Unidos         | Value City Arena                  | Matthew Morrison           | 11.136 / 14.617             | $738 246               |
| 26 de julio de 2011    | Indianápolis           | Estados Unidos         | Conseco Fieldhouse                | Matthew Morrison           | 10.506 / 12.425             | $686 739               |
| 27 de julio de 2011    | Cleveland              | Estados Unidos         | Quicken Loans Arena               | Matthew Morrison           | 11.714 / 18.636             | $795 135               |
| 29 de julio de 2011    | Atlantic City          | Estados Unidos         | Boardwalk Hall                    | Matthew Morrison           | 10.847 / 10.847             | $744 425               |
| 30 de julio de 2011    | Hershey                | Estados Unidos         | Hersheypark Stadium               | Matthew Morrison           | 15.138 / 16.252             | $687 894               |
| 31 de julio de 2011    | Uniondale              | Estados Unidos         | Nassau Veterans Memorial Coliseum | Matthew Morrison           | 12.917 / 12.917             | $940 230               |
| 4 de agosto de 2011    | Ottawa                 | Canadá                 | Canadian Tire Centre              | Matthew Morrison Neverest  | 10.850 / 10.850             | $803 718               |
| 5 de agosto de 2011    | Montreal               | Canadá                 | Bell Centre                       | Matthew Morrison           | 8.273 / 8.525               | $670 340               |
| 6 de agosto de 2011    | Hamilton               | Canadá                 | Copps Coliseum                    | Matthew Morrison Neverest  | 10.574 / 12.478             | $630 943               |
| 7 de agosto de 2011    | London                 | Canadá                 | John Labatt Centre                | Matthew Morrison           | 7.756 / 8.162               | $523 524               |
| Etapa II - Europa      |                        |                        |                                   |                            |                             |                        |
| 20 de abril de 2012    | Belfast                | Irlanda                | Odyssey Arena                     |                            |                             |                        |
| 21 de abril de 2012    | Dublín                 | Irlanda                | O2 Dublín                         |                            |                             |                        |
| 23 de abril de 2012    | Liverpool              | Inglaterra             | Echo Arena Liverpool              |                            |                             |                        |
| 24 de abril de 2012    | Mánchester             | Inglaterra             | Manchester Arena                  | A Friend in London         | 7.121 / 8.246               | $516 332               |
| 26 de abril de 2012    | Newcastle              | Inglaterra             | Metro Radio Arena                 |                            |                             |                        |
| 27 de abril de 2012    | Birmingham             | Inglaterra             | LG Arena                          |                            |                             |                        |
| 28 de abril de 2012    | Londres                | Inglaterra             | The O2 Arena                      |                            | 24.694 / 29.914             | $1 746 440             |
| 29 de abril de 2012    | Londres                | Inglaterra             | The O2 Arena                      |                            | 24.694 / 29.914             | $1 746 440             |
| 1 de mayo de 2012      | Róterdam               | Países Bajos           | Rotterdam Ahoy                    |                            |                             |                        |
| 2 de mayo de 2012      | Amberes                | Bélgica                | Sportpaleis                       | A Friend in London         | 9,078 / 12,690              | $534 164               |
| 3 de mayo de 2012      | Ginebra                | Suiza                  | SEG Geneva Arena                  |                            |                             |                        |
| 5 de mayo de 2012      | Stuttgart              | Alemania               | Pabellón Hanns Martin Schleyer    |                            |                             |                        |
| 6 de mayo de 2012      | Leipzig                | Alemania               | Arena Leipzig                     | Neverest                   |                             |                        |
| 7 de mayo de 2012      | Berlín                 | Alemania               | Mercedes Benz Arena               |                            | 13.492 / 13.492             | $645 649               |
| 9 de mayo de 2012      | Hamburgo               | Alemania               | Barclaycard Arena                 |                            | 4.409 / 4.409               | $483 906               |
| 10 de mayo de 2012     | Oberhausen             | Alemania               | König Pilsener Arena              |                            |                             |                        |
| 12 de mayo de 2012     | Herning                | Dinamarca              | Jyske Bank Boxen                  |                            |                             |                        |
| 13 de mayo de 2012     | Malmö                  | Suecia                 | Malmö Arena                       |                            |                             |                        |
| 14 de mayo de 2012     | Oslo                   | Noruega                | Oslo Spektrum                     |                            |                             |                        |
| Etapa III - Australia  |                        |                        |                                   |                            |                             |                        |
| 18 de mayo de 2012     | Melbourne              | Australia              | Rod Laver Arena                   | Johnny Ruffo               | 17.168 / 22.334             | $2 046 140             |
| 19 de mayo de 2012     | Melbourne              | Australia              | Rod Laver Arena                   | Johnny Ruffo               | 17.168 / 22.334             | $2 046 140             |
| 21 de mayo de 2012     | Adelaida               | Australia              | Adelaida Entertainment Centre     |                            |                             |                        |
| 12 de mayo de 2012     | Brisbane               | Australia              | Brisbane Entertainment Centre     |                            |                             |                        |
| 26 de mayo de 2012     | Sídney                 | Australia              | Sydney Super Dome                 |                            |                             |                        |
| 29 de mayo de 2012     | Perth                  | Australia              | Burswood Dome                     |                            |                             |                        |
| Etapa IV - Asia        |                        |                        |                                   |                            |                             |                        |
| 1 de junio de 2012     | Yakarta                | Indonesia              | Mata Elang International Stadium  |                            |                             |                        |
| 3 de junio de 2012     | Pásay                  | Filipinas              | Mall of Asia Arena                |                            |                             |                        |
| TOTAL                  | TOTAL                  | TOTAL                  | TOTAL                             | TOTAL                      | 1.026.797 / 1.048.547 (97%) | $78 578 328            |

- Datos: Q2091222